# Эррада, Хосе
Хосе Эррада Лопес (исп. JJosé Herrada López; род. 1 октября 1985, Мота-дель-Куэрво, провинция Куэнка, автономное сообщество Кастилия-Ла-Манча, Испания) — испанский профессиональный шоссейный велогонщик, выступающий с  2018 года  за команду  Cofidis, Solutions Crédits. Старший брат испанского велогонщика Хесуса Эррада.

## Достижения
2005
- 9-й на Туре Бретани — ГК

2005
- 10-й на Vuelta Ciclista a León

2007
- 1-й на этапе 6 Тура де л'Авенир
- 2-й на Tour des Pyrénées — ГК

2009
- 3-й на Классика Примавера
- 6-й на Вуэльта Астурии — ГК

2010
- 1-й  на Cinturó de l'Empordà — ГК
  - 1-й на этапе 2
- 1-й на этапе 5 Вуэльта Португалии
- 3-й на Туре Нормандии — ГК
- 4-й на Circuito Montañés — ГК
- 6-й на Вуэльта Астурии — ГК
- 7-й на Vuelta a la Comunidad de Madrid — ГК
- 8-й на Prueba Villafranca de Ordizia
- 10-й на Субида Наранко
- 10-й на Классика Примавера

2011
- 4-й на Рут-дю-Сюд — ГК
- 6-й на Вуэльта Астурии — ГК
- 7-й на Gran Premio de Llodio
- 9-й на Prueba Villafranca de Ordizia
- 10-й на Вуэльта Мурсии — ГК

2013
- 5-й на Классика Примавера

2015
- 1-й на Классика Примавера

2016
- 3-й на Circuito de Getxo

2017
- 3-й на Circuito de Getxo
- 4-й на Prueba Villafranca de Ordizia

| ГК | Генеральная классификация |

## Статистика выступлений наГранд Турах
| Гранд Тур | 2012 | 2013 | 2014 | 2015 | 2016 | 2017 |
| --------- | ---- | ---- | ---- | ---- | ---- | ---- |
| Джиро     | 44   | 25   | 23   | -    | 62   | 71   |
| Тур       | -    | -    | -    | 65   | -    | -    |
| Вуэльта   | -    | 12   | 32   | -    | 91   | -    |